# Gayrussia.ru
LGBT Human Rights Project GayRussia.Ru (en français, « Projet des Droits de l'homme LGBT GayRussia.Ru »), abrégée en Gayrussia.ru ou Gay Russia, est une organisation de défense des droits des personnes LGBT en Russie. Elle est l'organisatrice de nombreuses actions publiques en Russie, dont la plus connue est la Moscow Pride (équivalent russe de la Gay Pride). Depuis novembre 2008, Gayrussia.ru a étendu son action à la Biélorussie en accord avec son homologue biélorusse Gaybelarus.by, en lançant la Slavic Pride,.
La président de l'association, Nikolaï Alexeïev, est arrêté à Moscou en 2010. Peu après, la cour européenne des droits de l'homme rend un jugement contre la fédération de Russie à la suite de l'interdiction par celle-ci de Gay Pride entre 2007 et 2008, à la suite d'une plainte déposée par Nikolaï Alexeïev.